# Gurgen I de Iberia
Gurgen I (en georgiano: გურგენ I) (muerto 891) fue un príncipe de la dinastía Bagrationi de Tao-Klarjeti. Fue príncipe presidente de Iberia con el título bizantino de curopalate de 881 hasta su muerte en una contienda dinástica en 891.
Hijo mayor de Adarnase I, Gurgen fue bautizado por el prominente monje Grigol Khandzteli. Heredó de su padre el ducado de Tao Superior, incluyendo la residencia de Kalmakhi. En la guerra dinástica que estalló entre los bagrátidas, Gurgen se alió con Nasra, que había asesinado su primo David I, el curopalates de Iberia en 881. Fiel a la política de división y debido a la minoría del hijo de David y heredero legítimo Adarnase, la corte bizantina confirmó como curopalate, no a Adarnase, sino a Gurgen. Finalmente, Gurgen cambió de bando y se unió a Adarnase contra Nasra que fue vencido y ejecutado en 888. A raíz de la división de la herencia de Nasra, Gurgen pudo añadir Shavsheti y Artaani a sus posesiones, ya que el cronista georgiano Vakhushti, nos informa de que Gurgen instaló allí su residencia.
Mientras tanto Adarnase, no siendo curopalate y siguiendo el ejemplo de sus primos Armenios, asumió el título de rey. Las relaciones entre Adarnase y Gurgen se crisparon y degeneraron en una guerra abierta. Gurgen fue fatalmente herido y capturado en Mglinavi cerca de Artaani por Adarnase y su aliado Bagrat Mampali en 891. Según su voluntad, Gurgen fue enterrado en el monasterio de Opiza restaurado por él.
Gurgen probablemente estuvo casado con una hija de Smbat VIII Bagratuni (826–855), príncipe presidente de Armenia. Dejó dos hijos– Adarnase y Ashot Kukhi – por ello siendo un fundador de la primera casa bagrátida de Tao que se extinguiría  con su nieto Gurgen II.